# Арменска диаспора
Арменска диаспора е термин, с който се обозначават общностите от арменци, живеещи извън Армения. Броят им се оценява на 8 милиона души, като едва 1/5 от арменците по света живеят в съвременната държава Армения. Макар че арменската диаспора се появява още в края на 14 век, броят на арменските емигранти по света силно нараства след Арменския геноцид в началото на 20 век.